# 百町駅
百町駅（ひゃくちょうえき）は、かつて福岡県山門郡三橋町（現・柳川市）大字百町に置かれていた、日本国有鉄道（国鉄）佐賀線の駅（廃駅）である。佐賀線の廃止に伴い、1987年（昭和62年）3月28日に廃駅となった。

## 歴史
- 1937年（昭和12年）6月10日：国有鉄道佐賀線の筑後柳河駅 - 三橋駅間に新設[1]。旅客のみ取り扱い[1]。
- 1944年（昭和19年）11月11日：前日限りで運輸営業休止[3]。
- 1947年（昭和22年）2月11日：営業再開。旅客、荷物を取り扱う[4]一般駅となる。
- 1963年（昭和38年）4月1日：業務委託駅となる（日本交通観光社に委託）[5]。
- 1971年（昭和46年）10月20日：荷物の取り扱いを廃止し[6]、無人駅化[7]。
- 1987年（昭和62年）3月28日：佐賀線の全線廃止に伴い、廃駅となる[2]。

## 駅構造
廃止時は、1面1線の単式ホームを有する無人駅であった。

## 駅跡
駅跡は福岡県道703号柳川筑後線として道路化され、その痕跡を残すための石碑が建っている。しかし、完全に道路として整備されており、かつて鉄道があった面影は残されていない。現在、西鉄バス船小屋 - 柳川線の「百町」バス停が駅跡地付近に設置されているのみである。

## 隣の駅
日本国有鉄道
佐賀線
筑後柳河駅 - 百町駅 - 三橋駅